# Chaux-Neuve
Chaux-Neuve är en kommun i departementet Doubs i regionen Bourgogne-Franche-Comté i östra Frankrike. Kommunen ligger i kantonen Mouthe som tillhör arrondissementet Pontarlier. År 2022 hade Chaux-Neuve 333 invånare.
Chaux-Neuve ligger på 1 000 meters höjd och är känt som en skidort, här finns en hoppbacke, lift och skidspår. Orten är en ofta förekommande tävlingsplats i världscupen i nordisk kombination.

## Befolkningsutveckling
Antalet invånare i kommunen Chaux-Neuve
Referens:INSEE